# Mercedes-Benz Atego
Mercedes-Benz Atego (Мерседес-Бенц Атеґо) — популярне в Європі сімейство середньотонажних вантажних автомобілів компанії Mercedes-Benz повною масою від 6,5 до 26 тон між легким Vario важчим Actros.
У Європі її основними конкурентами є Renault Midlum & D-Truck, Iveco Eurocargo, MAN TGL та інші моделі. Азійськими конкурентами є Hino Ranger, Mitsubishi Fuso Fighter, Isuzu Forward і UD Condor.

## Опис

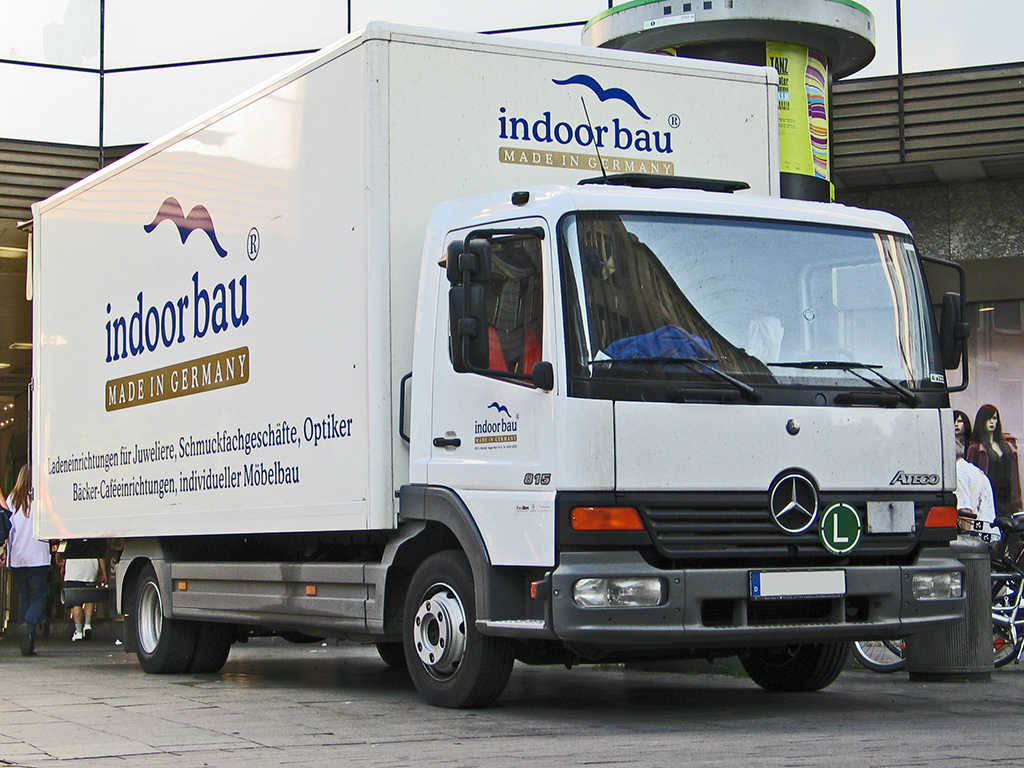
Mercedes-Benz Atego 815 (1998—2004)

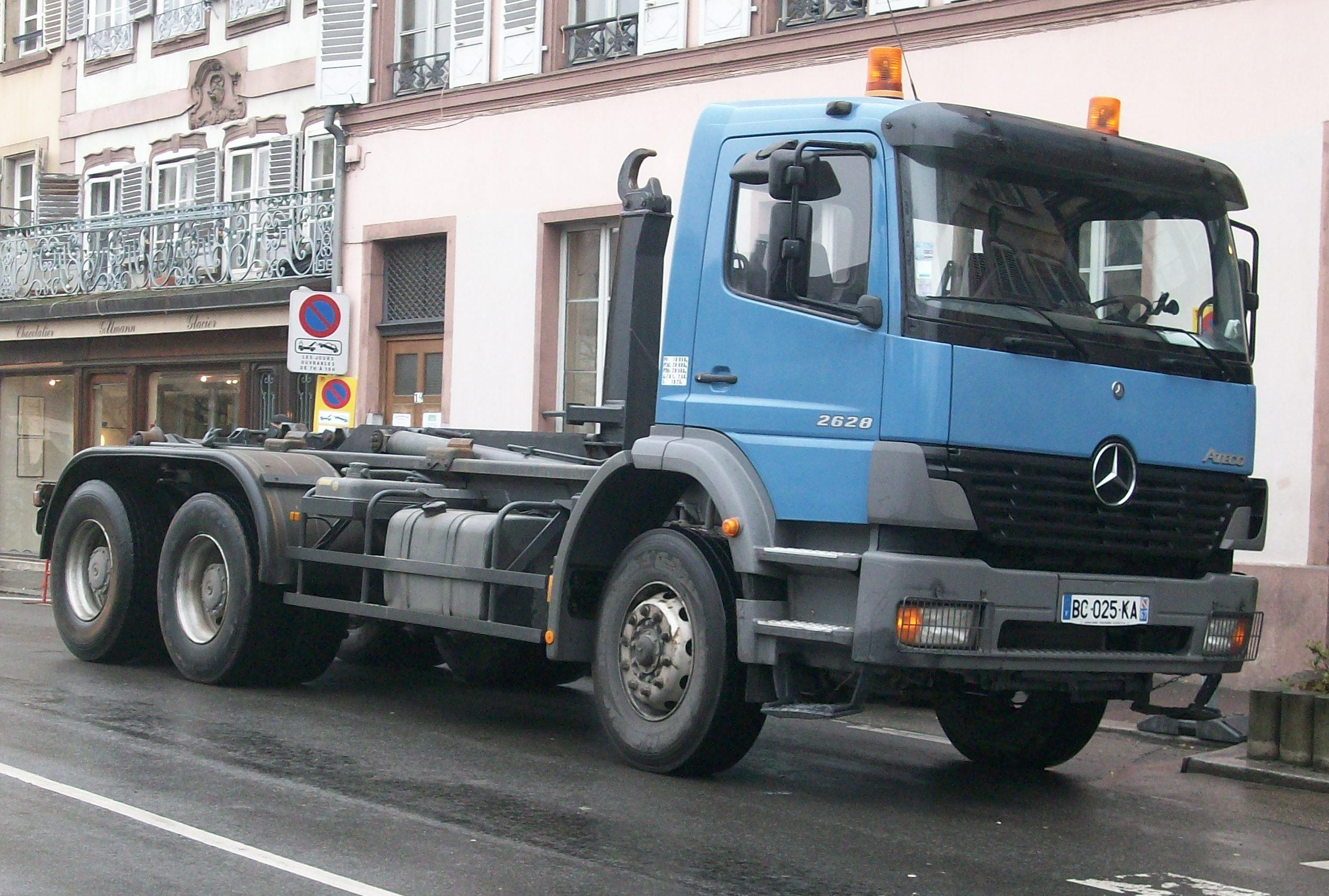
Шасі Mercedes-Benz
Atego 2628 6x4 (1998—2004)

Нове покоління (модельний ряд BM970—976) прийшло на заміну серії «Mercedes-Benz LK» та серійно випускається з 1998 року. В 1999 році автомобіль «Atego» переміг у конкурсі «Вантажівка року».
Стандартним оснащенням стали дискові гальма всіх коліс від «Knorr-Bremse» з антиблокувальною системою «ABS». Великотоннажні модифікації «Atego» (BM950.5/.6-954.5) повною масою від 18 до 26 тонн було побудовано на уніфікованому шасі з «Actros». Вантажівки «Atego» існують в ресорному виконанні та з пневмопідвіскою, комплектуються 4- і 6-циліндровими дизельними двигунами з турбіною та інтеркулером об'ємом 4,25 л (OM904LA) та 6,37 л (OM906LA), потужністю від 122 до 286 к. с., а також широким асортиментом вантажних кузовів (тент, меблеві та промтоварні фургони, ізотермічні фургони та рефрижератори), сідельні тягачі, самоскиди, бетон-міксери, пожежні, що дає їм змогу виконувати найрізноманітніші завдання.
Залежно від двигуна та потреб використовували різні типи коробок перемикання передач: 5-ступінчаста «Ecolite S5-42» виробництва концерну «ZF», власні 6-ступінчасті «G6-60», «G85-6», «G56-6», 12-тупінчаста з дільником «G100-12», та 9-ступінчаста «G211-9» й 16-ступінчаста «G211-16» для великотоннажних серій.
У найбільших з Atego моделях повною масою від 18 тонн почали використовувати гідравлічну систему перемикання передач «HPS» (англ. Hydraulic Power Shift), розробленою разом із фірмою «Kongsberg». Також, деякі автомобілі було оснащено коробкою-автоматом типу «MD3060» фірми «Allison».
Кабіна водія мала декілька варіантів: денна коротка, денна, подовжена на 180 мм, велика кабіна зі спальним місцем, велика висока кабіна з двома спальними місцями, а також існував варіант із трансформацією нижнього ліжка на додаткові три сидячих місця і вікнами в спальному відсіку.
В 2000 році автомобілі отримали нову панель приладів, двигуни екологічного стандарту Євро-3, нові сучасні електричні генератори. Для найбільших з «Atego» моделей «1833—2633» з'явився оновлений 6-циліндровий двигун OM926LA об'ємом 7,20 л зі збільшеним діаметром та ходом поршню, потужністю 326 к. с. Також у модельному рядку є модифікації з повним приводом або двома ведучими мостами.
Наприкінці 2003 року на ринок вийшли серійні автомобілі з автоматичною системою перемикання передач «AGS» (англ. Automated Gear Shifting або нім. Automatische Gangsteuerung). Стандартні колісні диски для 7—10-ї серій мали посадочний розмір 17,5 дюйма із 6 шпильками, 12—15-ї серій — 19,5 дюйма на 8 шпильок та від 18-ї серії й вище — 22,5 дюйма на 10 шпильок, ширину залежно від необхідного індексу навантаження.

### Двигуни 1998—2004рр. (модельний ряд Atego BM970—976, BM950.5/.6-954.5)
| Торгове позначення (використовується в моделі) | Об'єм см³                                      | Діаметр × хід поршня мм                        | Код двигуна Mercedes-Benz                      | Потужність кВт (к. с.) при об/хв норми викидів | Крутний момент Н·м при об/хв                   | Роки випуску                                   | Система живлення                               |
| рядні 4-х циліндрові дизелі (турбо інтеркулер) | рядні 4-х циліндрові дизелі (турбо інтеркулер) | рядні 4-х циліндрові дизелі (турбо інтеркулер) | рядні 4-х циліндрові дизелі (турбо інтеркулер) | рядні 4-х циліндрові дизелі (турбо інтеркулер) | рядні 4-х циліндрові дизелі (турбо інтеркулер) | рядні 4-х циліндрові дизелі (турбо інтеркулер) | рядні 4-х циліндрові дизелі (турбо інтеркулер) |
| ---------------------------------------------- | ---------------------------------------------- | ---------------------------------------------- | ---------------------------------------------- | ---------------------------------------------- | ---------------------------------------------- | ---------------------------------------------- | ---------------------------------------------- |
| Atego 712, 812                                 | 4249                                           | ø102 × 130                                     | OM 904 LA                                      | 90 (122) 2200 Євро-3                           | 470 1200—1600                                  | 2000—2004                                      | насосна секція - трубка - форсунка (UPS/PLD)   |
| Atego 715, 815, 915, 1015, 1215                | 4249                                           | ø102 × 130                                     | OM 904 LA                                      | 112 (152) 2200 Євро-2                          | 580 1200—1600                                  | 1998–2001                                      | насосна секція - трубка - форсунка (UPS/PLD)   |
| Atego 715, 815, 915, 1015, 1215                | 4249                                           | ø102 × 130                                     | OM 904 LA                                      | 100 (136) 2200 Євро-3                          | 520 1200—1600                                  | 2000—2004                                      | насосна секція - трубка - форсунка (UPS/PLD)   |
| Atego 717, 817, 917, 1017, 1217, 1317, 1517    | 4249                                           | ø102 × 130                                     | OM 904 LA                                      | 125 (170) 2200 Євро-2                          | 660 1100—1500                                  | 1998–2001                                      | насосна секція - трубка - форсунка (UPS/PLD)   |
| Atego 818, 918, 1018, 1218, 1318, 1518         | 4249                                           | ø102 × 130                                     | OM 904 LA                                      | 130 (177) 2200 Євро-3                          | 675 1200—1600                                  | 2000—2004                                      | насосна секція - трубка - форсунка (UPS/PLD)   |
| рядні 6-циліндрові дизелі (турбо інтеркулер)   |                                                |                                                |                                                |                                                |                                                |                                                |                                                |
| Atego 823, 1023, 1223, 1323, 1523, 1823, 2523  | 6374                                           | ø102 × 130                                     | OM 906 LA                                      | 170 (231) 2200 Євро-2/Євро-3                   | 810 1200—1600                                  | 1998–2004                                      | насосна секція - трубка - форсунка (UPS/PLD)   |
| Atego 1225 F/AF, 1325 F/AF                     | 6374                                           | ø102 × 130                                     | OM 906 LA                                      | 180 (245) 2200 Євро-2/Євро-3                   | 1100 1200—1600                                 | 1998–2004                                      | насосна секція - трубка - форсунка (UPS/PLD)   |
| Atego 1228, 1328, 1528, 1828, 2528, 2628       | 6374                                           | ø102 × 130                                     | OM 906 LA                                      | 205 (279) 2200 Євро-2/Євро-3                   | 1100 1200—1600                                 | 1998–2004                                      | насосна секція - трубка - форсунка (UPS/PLD)   |
| Atego 1833, 2533, 2633                         | 7201                                           | ø106 × 136                                     | OM 926 LA                                      | 240 (326) 2200 Євро-3                          | 1300 1200—1600                                 | 2000—2004                                      | насосна секція - трубка - форсунка (UPS/PLD)   |

## Рестайлінг 2004

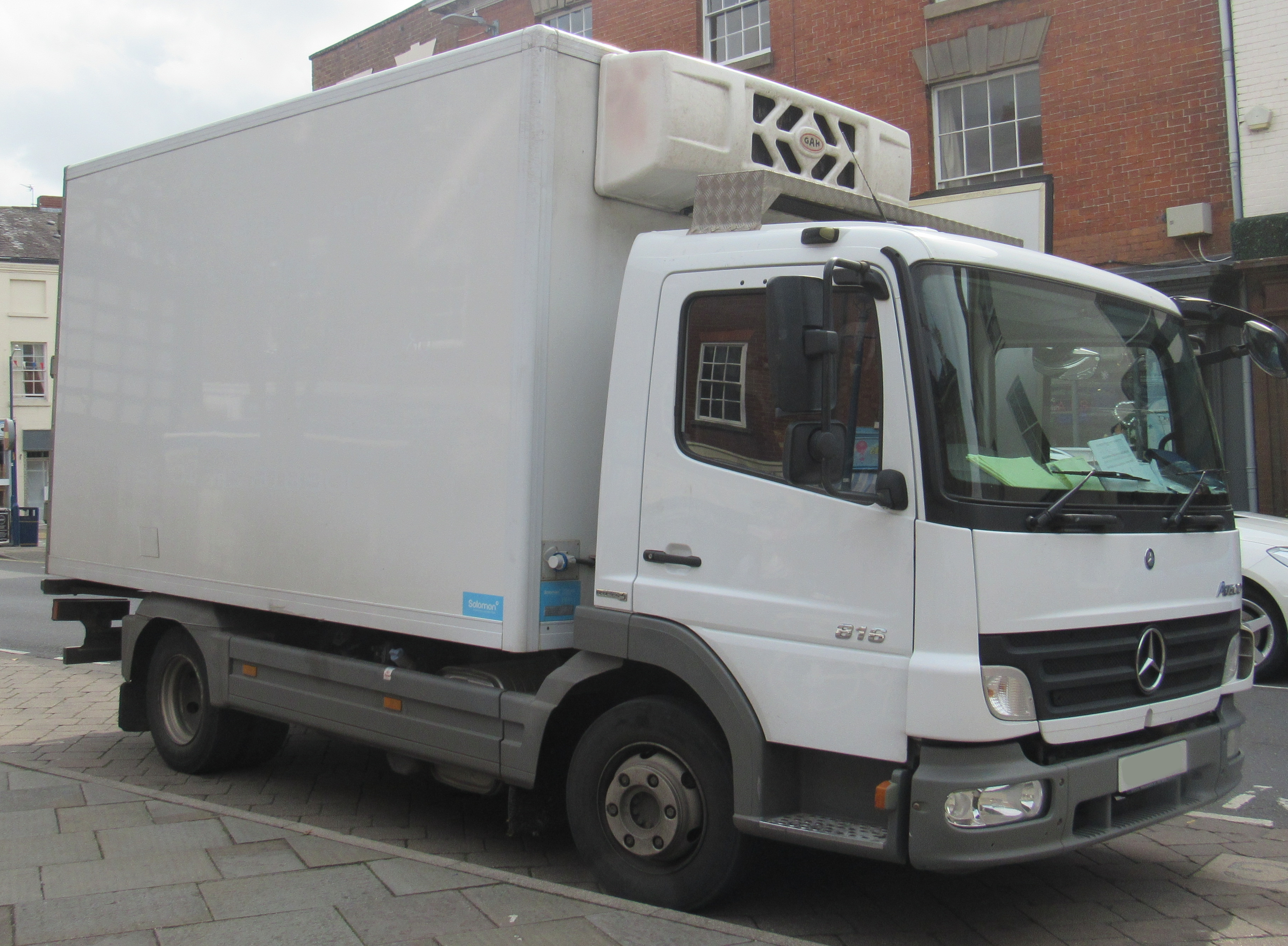
Mercedes-Benz Atego 816 (2004—2010)

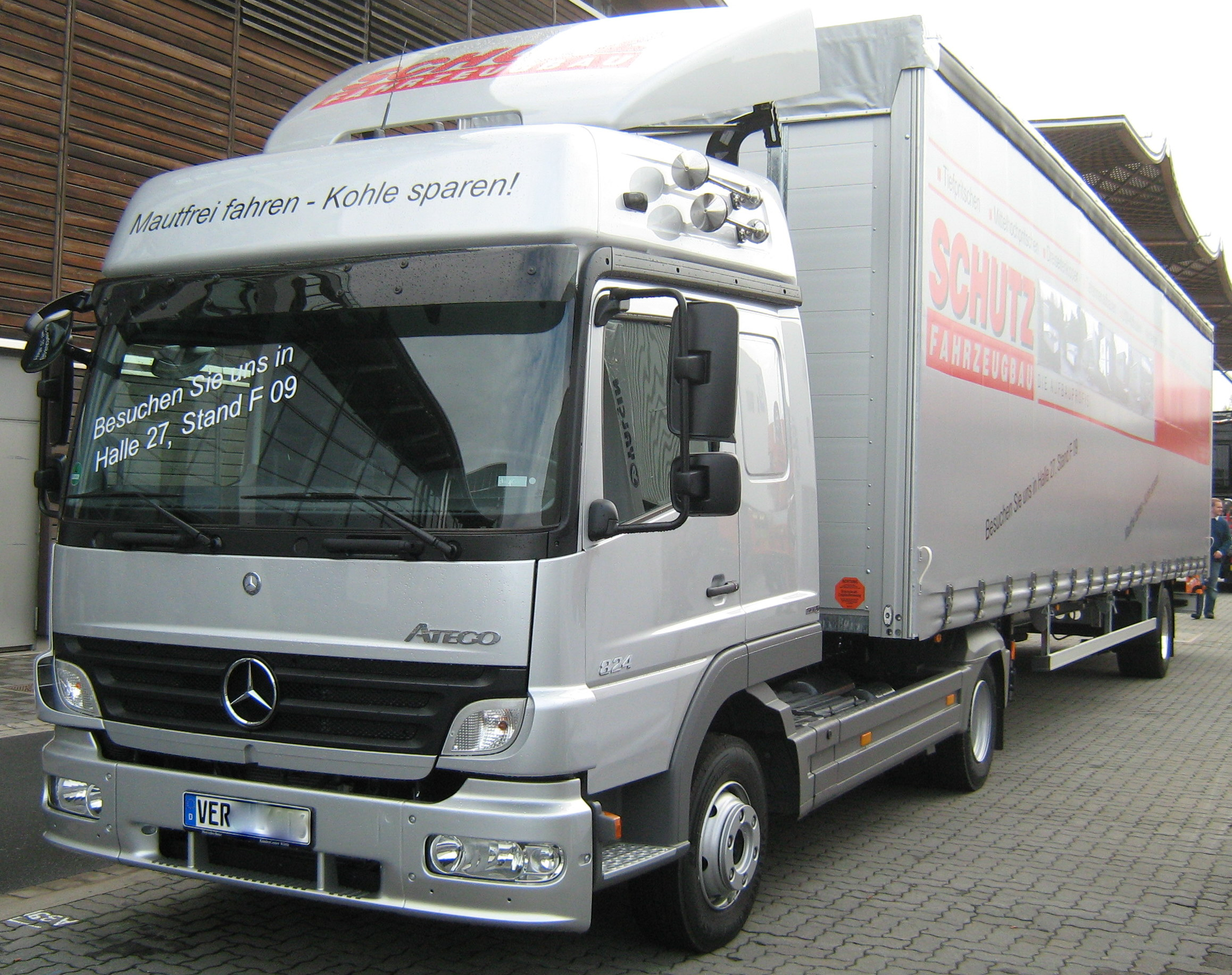
Mercedes-Benz Atego 824 LS

Наприкінці 2004 року сімейство оновили, а важку серію «1823 — 2633» від 2005 року було виключено і залишено лише за моделями «Axor». До гами долучився ще один оновлений 4-х циліндровий двигун «OM924LA» об'ємом 4,80 л зі збільшеним діаметром та ходом поршню, потужністю 218 к. с. та нова 9-ступінчаста коробка перемикання передач «G131-9», гальмівна система отримала модернізовані супорти «Knorr-Bremse» типу «SN5» та «SN6». Для 12-ї серії з'явилася полегшена низькорамна модифікація «L/NR» (нім. Luftfederung/Niederrahmen) з колесами 17,5 дюймів паралельно версіям зі стандартними на 19,5 дюйма. Існуючим двигунам поступово підвищили екологічну якість до стандартів Євро-4 та Євро-5 (з системою AdBlue®-SCR на розчині сечовини) і моделі отримали в назві приставку «BlueTec4» та «BlueTec5» відповідно.

### Двигуни 2004—2013рр.(модельний ряд Atego BM970—976)
| Торгове позначення (використовується в моделі)                                                     | Об'єм см³                                      | Діаметр × хід поршня мм                        | Код двигуна Mercedes-Benz                      | Потужність кВт (к. с.) при об/хв норми викидів | Крутний момент Н·м при об/хв                   | Роки випуску                                   | Система живлення                               |
| рядні 4-х циліндрові дизелі (турбо інтеркулер)                                                     | рядні 4-х циліндрові дизелі (турбо інтеркулер) | рядні 4-х циліндрові дизелі (турбо інтеркулер) | рядні 4-х циліндрові дизелі (турбо інтеркулер) | рядні 4-х циліндрові дизелі (турбо інтеркулер) | рядні 4-х циліндрові дизелі (турбо інтеркулер) | рядні 4-х циліндрові дизелі (турбо інтеркулер) | рядні 4-х циліндрові дизелі (турбо інтеркулер) |
| -------------------------------------------------------------------------------------------------- | ---------------------------------------------- | ---------------------------------------------- | ---------------------------------------------- | ---------------------------------------------- | ---------------------------------------------- | ---------------------------------------------- | ---------------------------------------------- |
| Atego 715, 815, 915, 1015, 1215                                                                    | 4249                                           | ø102 × 130                                     | OM 904 LA                                      | 100 (136) 2200 Євро-3                          | 520 1200—1600                                  | 2004–2006                                      | насосна секція - трубка - форсунка (UPS/PLD)   |
| Atego 818, 918, 1018, 1218, 1318, 1518                                                             | 4249                                           | ø102 × 130                                     | OM 904 LA                                      | 130 (177) 2200 Євро-3                          | 675 1200—1600                                  | 2004–2006                                      | насосна секція - трубка - форсунка (UPS/PLD)   |
| Atego BlueTec 818, 918, 1018, 1218, 1318, 1518                                                     | 4249                                           | ø102 × 130                                     | OM 904 LA                                      | 130 (177) 2200 Євро-4/Євро-5                   | 675 1200—1600                                  | 2006–                                          | насосна секція - трубка - форсунка (UPS/PLD)   |
| Atego BlueTec 713, 813                                                                             | 4249                                           | ø102 × 130                                     | OM 904 LA                                      | 95 (129) 2200 Євро-4/Євро-5                    | 500 1200—1600                                  | 2006–                                          | насосна секція - трубка - форсунка (UPS/PLD)   |
| Atego BlueTec 716, 816, 916, 1016, 1216                                                            | 4249                                           | ø102 × 130                                     | OM 904 LA                                      | 115 (156) 2200 Євро-4/Євро-5                   | 610 1200—1600                                  | 2006–                                          | насосна секція - трубка - форсунка (UPS/PLD)   |
| Atego BlueTec 716, 816, 916, 1016, 1216                                                            | 4801                                           | ø106 × 136                                     | OM 924 LA                                      | 116 (156) 2200 EEV*                            | 610 1200—1600                                  | 2010—                                          | насосна секція - трубка - форсунка (UPS/PLD)   |
| Atego / Atego BlueTec (2006-) 822, 922, 1022, 1222, 1322, 1522 Atego BlueTec Hybrid (2010—) 1222 L | 4801                                           | ø106 × 136                                     | OM 924 LA                                      | 160 (218) 2200 Євро-3 Євро-4/Євро-5 EEV*       | 810 1200—1600                                  | 2004-                                          | насосна секція - трубка - форсунка (UPS/PLD)   |
| рядні 6-циліндрові дизелі (турбо інтеркулер)                                                       |                                                |                                                |                                                |                                                |                                                |                                                |                                                |
| Atego 823, 1023, 1223, 1323, 1523                                                                  | 6374                                           | ø102 × 130                                     | OM 906 LA                                      | 170 (231) 2200 Євро-3                          | 810 1200—1600                                  | 2004–2006                                      | насосна секція - трубка - форсунка (UPS/PLD)   |
| Atego 1228, 1328, 1528                                                                             | 6374                                           | ø102 × 130                                     | OM 906 LA                                      | 205 (279) 2200 Євро-3                          | 1100 1200—1600                                 | 2004–2006                                      | насосна секція - трубка - форсунка (UPS/PLD)   |
| Atego BlueTec 824, 924, 1224, 1324, 1524                                                           | 6374                                           | ø102 × 130                                     | OM 906 LA                                      | 175 (238) 2200 Євро-4/Євро-5                   | 850 1200—1600                                  | 2006–                                          | насосна секція - трубка - форсунка (UPS/PLD)   |
| Atego BlueTec 926, 1226, 1326, 1526                                                                | 6374                                           | ø102 × 130                                     | OM 906 LA                                      | 188 (256) 2200 Євро-4/Євро-5                   | 970 1200—1600                                  | 2006–                                          | насосна секція - трубка - форсунка (UPS/PLD)   |
| Atego BlueTec 1229, 1329, 1529                                                                     | 6374                                           | ø102 × 130                                     | OM 906 LA                                      | 210 (286) 2200 Євро-4/Євро-5                   | 1120 1200—1600                                 | 2006–                                          | насосна секція - трубка - форсунка (UPS/PLD)   |
| Atego BlueTec 824, 1224, 1324, 1524                                                                | 7201                                           | ø106 × 136                                     | OM 926 LA                                      | 175 (238) 2200 EEV*                            | 850 1200—1600                                  | 2010—                                          | насосна секція - трубка - форсунка (UPS/PLD)   |
| Atego BlueTec 1226, 1326, 1526                                                                     | 7201                                           | ø106 × 136                                     | OM 926 LA                                      | 188 (256) 2200 EEV*                            | 970 1200—1600                                  | 2010—                                          | насосна секція - трубка - форсунка (UPS/PLD)   |
| Atego BlueTec 1229, 1329, 1529                                                                     | 7201                                           | ø106 × 136                                     | OM 926 LA                                      | 210 (286) 2200 EEV*                            | 1120 1200—1600                                 | 2010—                                          | насосна секція - трубка - форсунка (UPS/PLD)   |

- EEV: Enhanced Environmentally friendly Vehicle (автомобіль з підвищеними екологічними якостями).

Для ринків поза межами ЄС в багато країн постачали моделі зі зниженими екологічними властивостями, також зібрані в деяких таких країнах автомобілі «Mercedes Atego» комплектували двигунами відповідно до менш жорстких вимог рівня викидів.

## Фейсліфт 2010

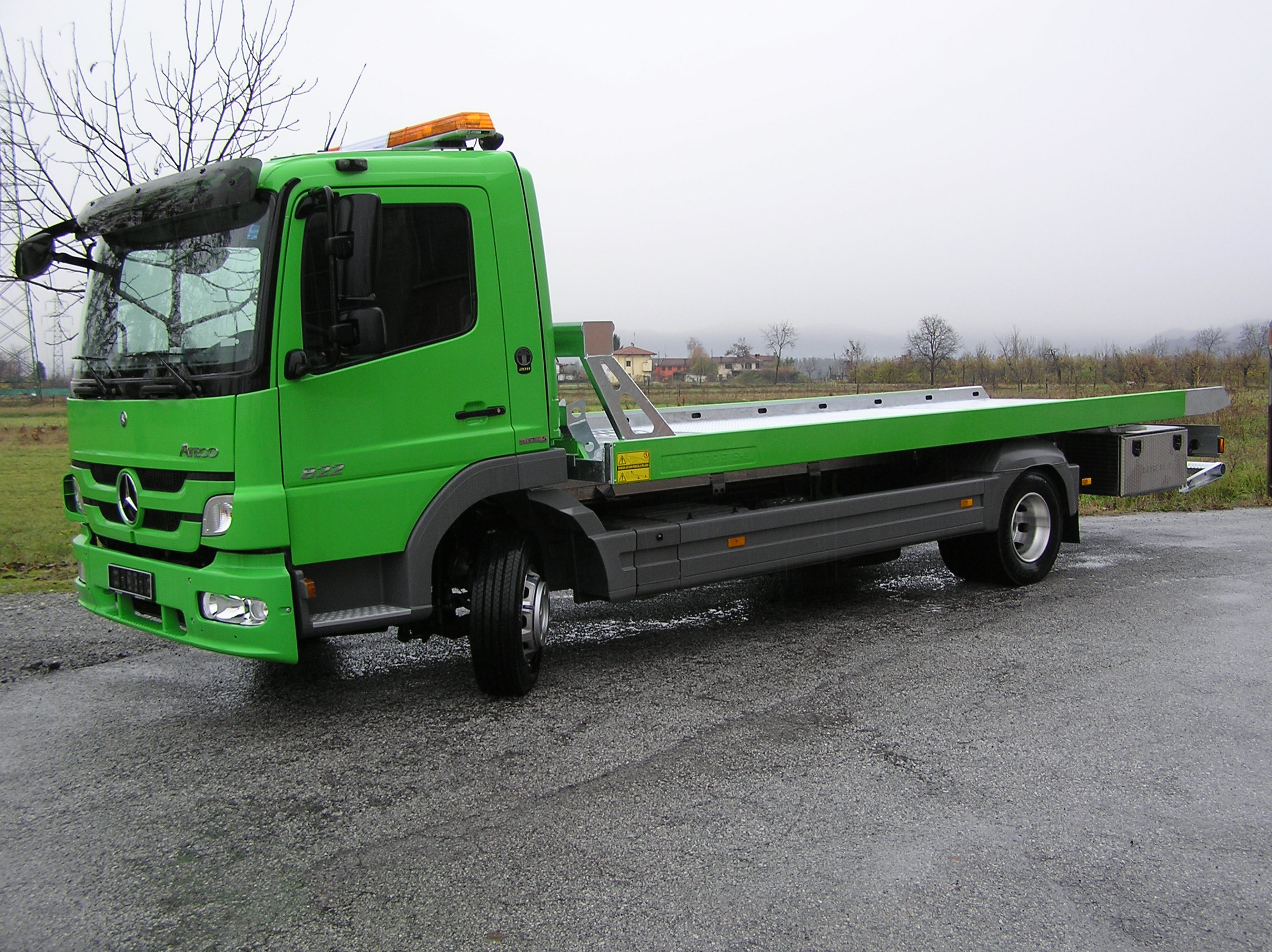
Mercedes-Benz Atego 822 (2010—2013)

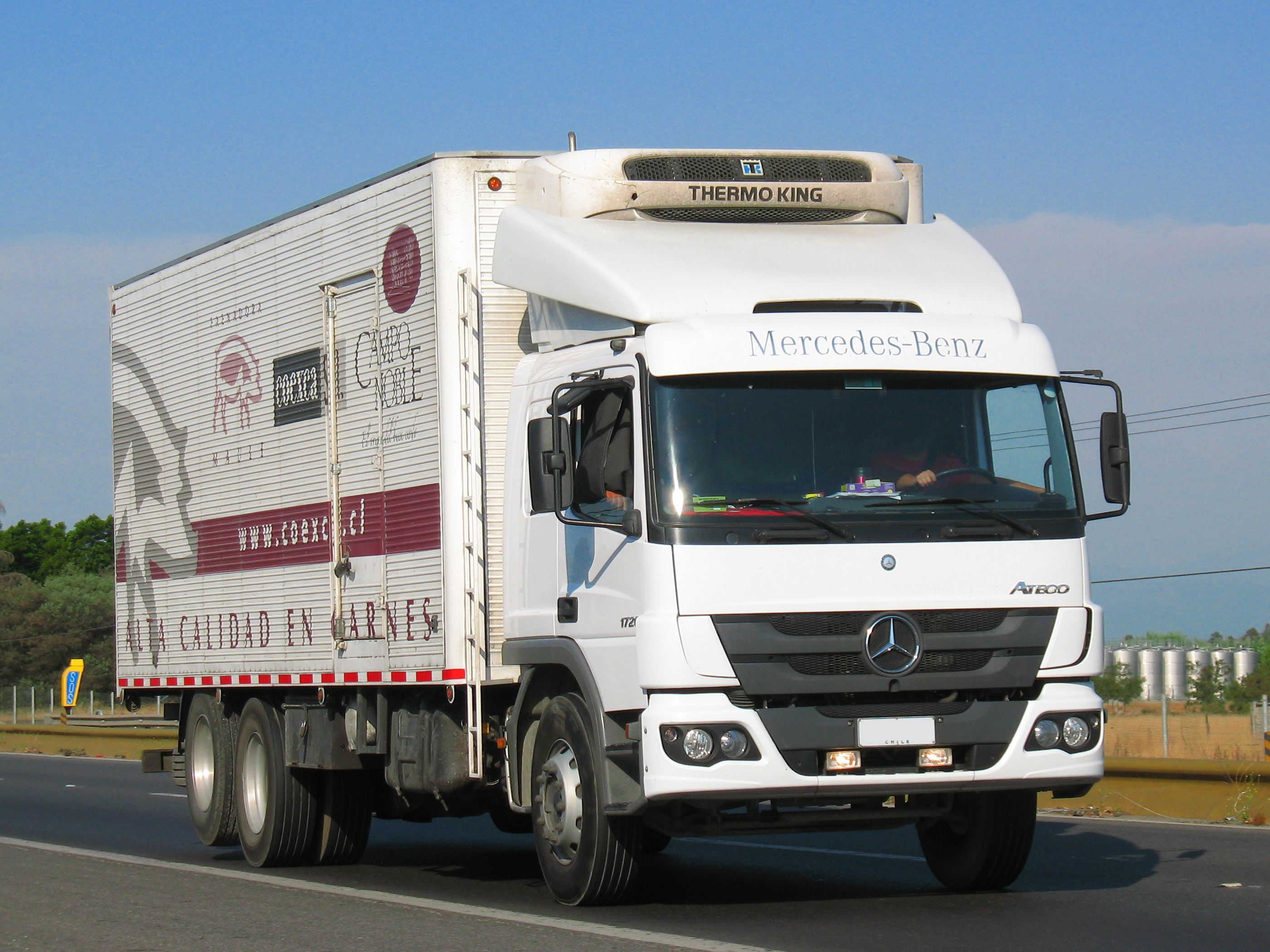
Mercedes-Benz Atego 1726
(з 2012 р.-)
бразильського виробництва
для латино-американського ринку

У 2010 році сімейство Atego оновили вдруге, вантажівка отримала решітку радіатора в стилі тодішнього Actros, а спільне підприємство «Mercedes-Benz Truck Vostok» почало складання деяких модифікацій для східного ринку на потужностях «КамАЗу» в місті Набережні Човни. В 2011 році автомобіль Atego вдруге переміг у конкурсі Вантажівка року.

### Atego BlueTec Hybrid
В тому 2010 році з'явився «Atego BlueTec Hybrid 1222 L» — перша в Європі вантажівка з гібридним приводом, за два роки з моменту свого виходу на ринок понад 110 клієнтів стали власниками цієї новинки. Автомобіль призначено в основному для міського або регіонального використання. «Atego BlueTec Hybrid» у свій час була єдиною гібридною вантажівкою з європейського затвердження типу ЄС 29 в цьому секторі.
«Atego BlueTec Hybrid» базується на шасі 1222 L (пневмохід) із популярною для розвізної категорії повною вагою 11990 кг та має таку конструкцію паралельного гібридного привода: 4-х циліндровий дизельний двигун OM 924 LA (Євро-5/EEV, 4801 см³, 160 кВт/218 к. с.) поєднується з електродвигуном водяного охолодження (піковою потужністю 44 кВт/60 к. с. та крутним моментом 420 Н·м) і енергоємною літій-іонною акумуляторною батареєю, розташованою на рамі. Електродвигун водяного охолодження поміщений між зчепленням та 6-ступінчастою коробкою передач типу G85-6 з системою автоматичного перемикання передач. Така конфігурація приводу дозволяє використовувати обидва двигуни вантажівки як окремо так і разом. При наявності достатньої зарядки акумуляторної батареї, особливо в міських пішохідних або екологічних зонах, можлива їзда лише на електротязі, дизельний двигун працює на холостому ходу для потреб допоміжних систем, наприклад гальмівних або пневматичних, і включається повністю тільки тоді, коли потрібна більша потужність. Уся додаткова гібридна система важить 350 кг, що дуже незначно знижує вантажність. У середньому витрату палива вдалося знизити на 12 відсотків, а за допомогою стандартної функції «старт-стоп» також досягти зменшення викидів і шуму.

## Atego New з 2013р.— BM967

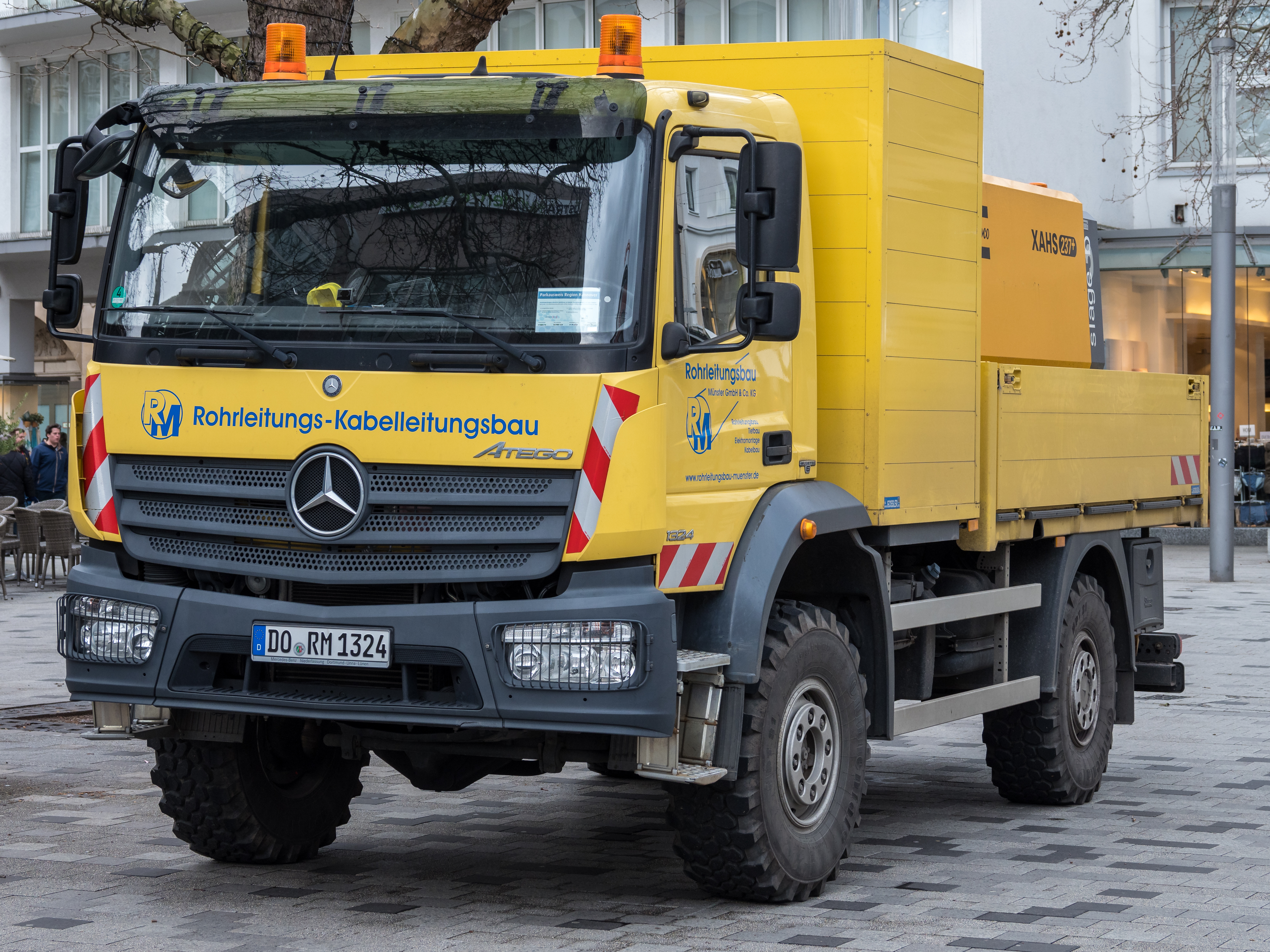
Mercedes-Benz Atego 1324

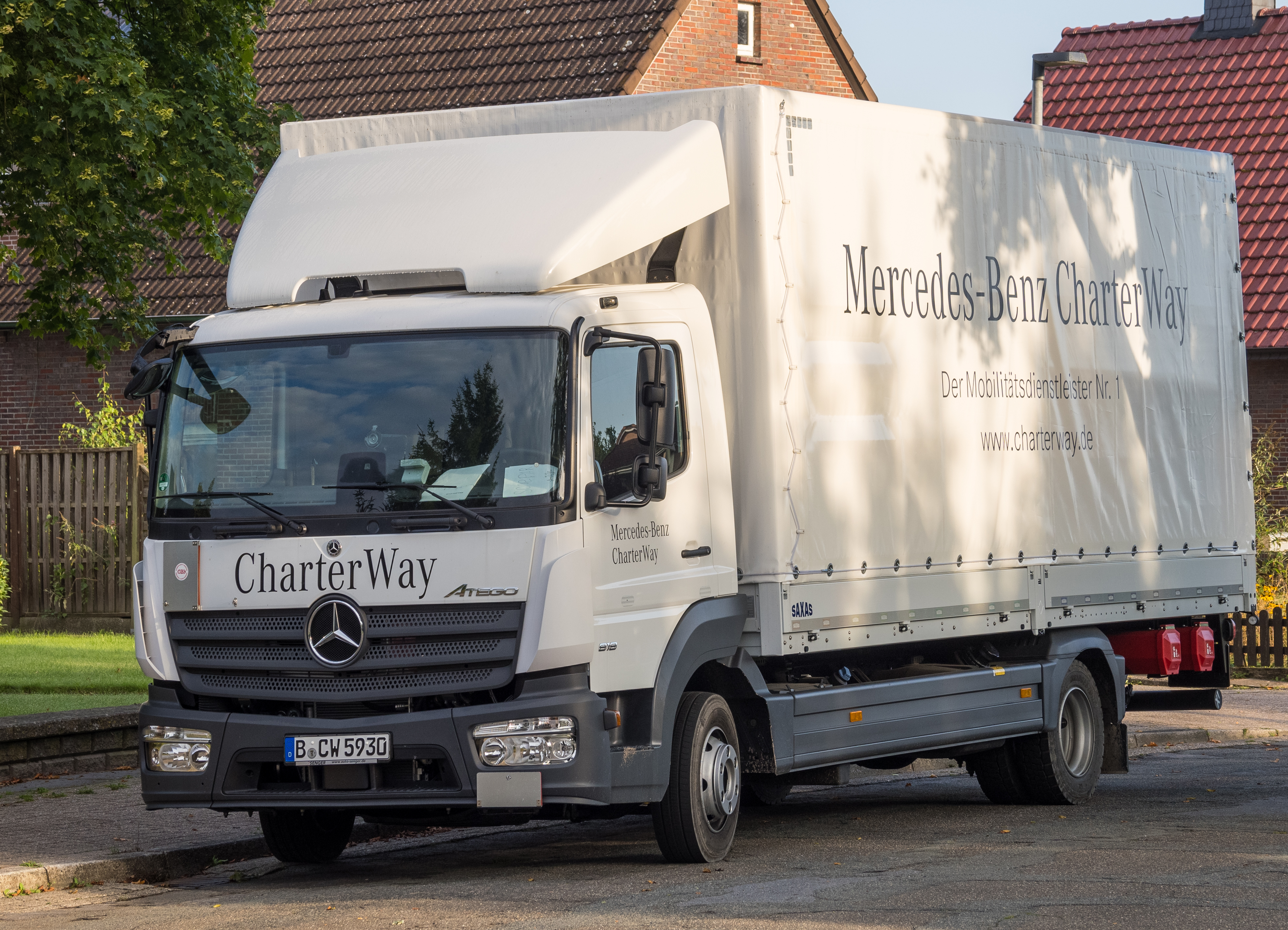
Mercedes-Benz Atego 818
(з 2013 р.-)

У березні 2013 року компанія «Mercedes-Benz» презентувала повністю новий «Mercedes Atego» (модельний ряд BM967) з двигунами нового покоління OM934LA об'ємом 5132 см³ та OM936LA об'ємом 7698 см³, системою «Common Rail» екологічного стандарту Євро-6 і зовсім новою кабіною. Ця модель стала на 5 % ефективнішою ніж її попередники.

### Двигуни (модельний ряд Atego BM967 з 2013р.)
| Торгове позначення (використовується в моделі) | Об'єм см³                                      | Діаметр × хід поршня мм                        | Код двигуна Mercedes-Benz                      | Потужність кВт (к. с.) при об/хв               | Крутний момент Нм при об/хв                    | Роки випуску                                   | Система живлення                               |
| рядні 4-х циліндрові дизелі (турбо інтеркулер) | рядні 4-х циліндрові дизелі (турбо інтеркулер) | рядні 4-х циліндрові дизелі (турбо інтеркулер) | рядні 4-х циліндрові дизелі (турбо інтеркулер) | рядні 4-х циліндрові дизелі (турбо інтеркулер) | рядні 4-х циліндрові дизелі (турбо інтеркулер) | рядні 4-х циліндрові дизелі (турбо інтеркулер) | рядні 4-х циліндрові дизелі (турбо інтеркулер) |
| ---------------------------------------------- | ---------------------------------------------- | ---------------------------------------------- | ---------------------------------------------- | ---------------------------------------------- | ---------------------------------------------- | ---------------------------------------------- | ---------------------------------------------- |
| Atego 716, 816, 916, 1016, 1216                | 5132                                           | ø110 × 135                                     | OM 934 LA                                      | 115 (156) 2200                                 | 650 1200—1600                                  | 2013-                                          | Common Rail                                    |
| Atego 718, 818, 918, 1018, 1218, 1318, 1518    | 5132                                           | ø110 × 135                                     | OM 934 LA                                      | 130 (177) 2200                                 | 750 1200—1600                                  | 2013-                                          | Common Rail                                    |
| Atego 721, 821, 921, 1021, 1221, 1321, 1521    | 5132                                           | ø110 × 135                                     | OM 934 LA                                      | 155 (211) 2200                                 | 850 1200—1600                                  | 2013-                                          | Common Rail                                    |
| Atego 723, 823, 923, 1023, 1223, 1323, 1523    | 5132                                           | ø110 × 135                                     | OM 934 LA                                      | 170 (231) 2200                                 | 900 1200—1600                                  | 2013-                                          | Common Rail                                    |
| рядні 6-циліндрові дизелі (турбо інтеркулер)   |                                                |                                                |                                                |                                                |                                                |                                                |                                                |
| Atego 824, 924, 1024, 1224, 1324, 1524         | 7698                                           | ø110 × 135                                     | OM 936 LA                                      | 175 (238) 2200                                 | 1000 1200—1600                                 | 2013-                                          | Common Rail                                    |
| Atego 927, 1227, 1327, 1527                    | 7698                                           | ø110 × 135                                     | OM 936 LA                                      | 200 (272) 2200                                 | 1100 1200—1600                                 | 2013-                                          | Common Rail                                    |
| Atego 1230, 1330, 1530                         | 7698                                           | ø110 × 135                                     | OM 936 LA                                      | 220 (299) 2200                                 | 1200 1200—1600                                 | 2013-                                          | Common Rail                                    |